# Schildvleugeligen
De schildvleugeligen of Coleopteria (niet te verwarren met Coleoptera) is een superorde in de klasse der insecten. Deze omvat de ordes der kevers (Coleoptera) en die der waaiervleugeligen (Strepsiptera).
De benaming wordt niet als algemeen geaccepteerd beschouwd en wordt zeer weinig gebruikt, ook omdat de taxonomen er nog niet uit zijn of de Strepsiptera nu meer aan de kevers of aan de tweevleugeligen (vliegen en muggen) verwant zijn.